# Будинок на вулиці Саксаганського, 101
Будинок на вулиці Саксаганського, 101 — житловий будинок, пам'ятка історії.

## Історія
Отримавши іпотечний кредит, інженер-технолог Степан Лаврентєв вирішив звести власний прибутковий будинок на вул. Маріїнсько-Благовіщенській. Проєкт він замовив у 1910 р. своєму давньому знайомому Сергію Тимошенку. Той, втім, мусив поїхати в Харків, не встигнувши реалізувати його, через що Лаврентьєв звернувся до архітектора Миколи Шехоніна. На побажання замовника, Шехонін спростив фасад, позбавивши його частини декору та колориту.

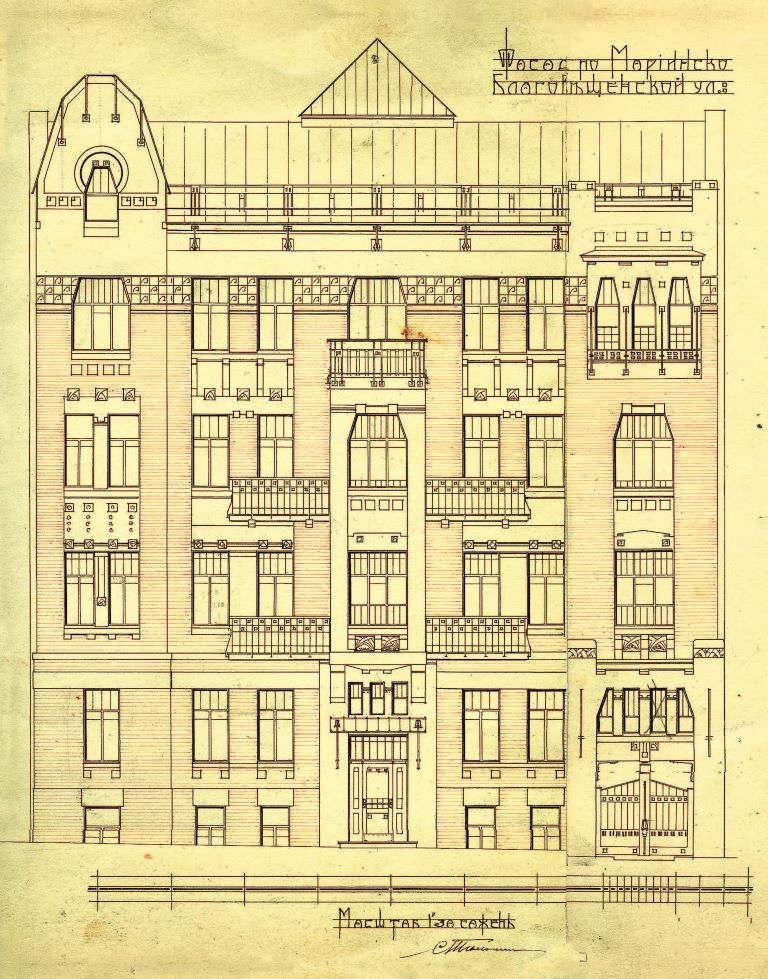
Проєкт С. Тимошенка.

У цьому будинку діяв один з перших українських дитячих садків у Києві, який заснував Лаврентьєв разом з дружиною — Євгенією Олександрівною.
Після приходу до влади більшовиків його будинок націоналізували. Родину власників спочатку ущільнили, а після залишили їм всього одну кімнату.

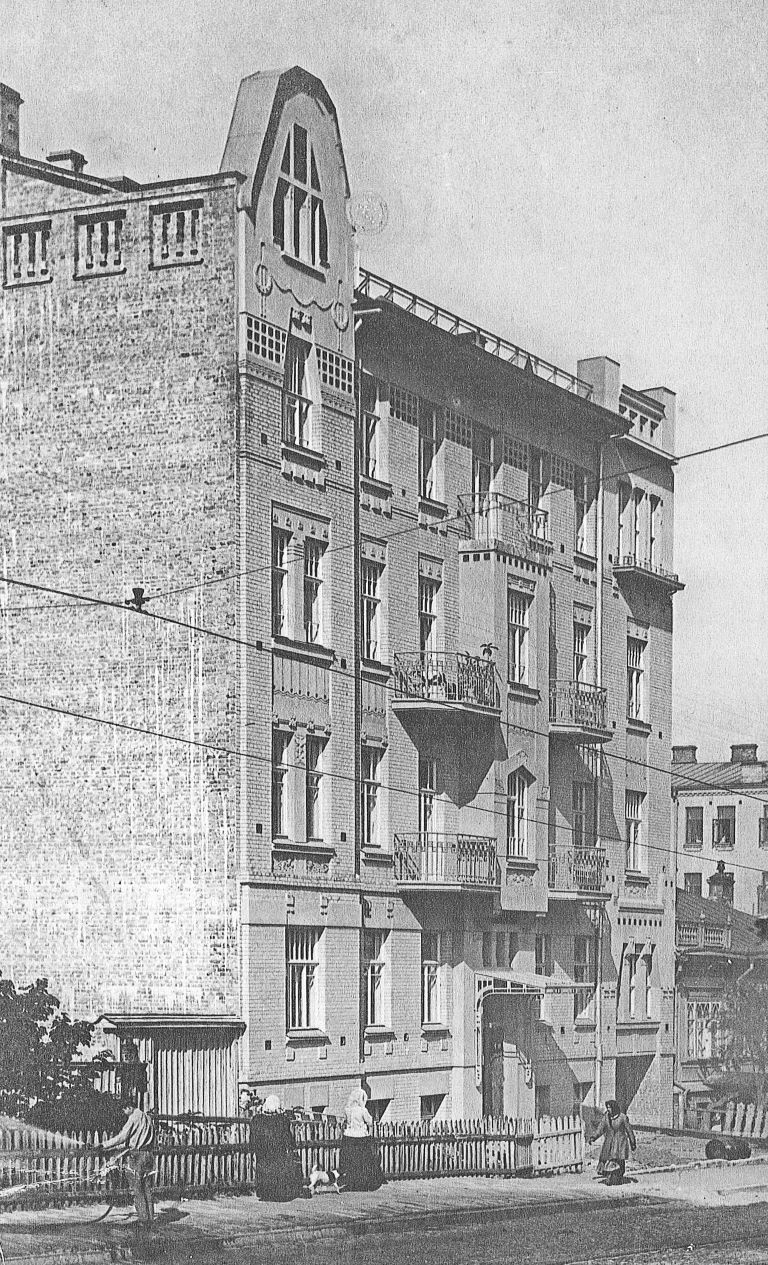
Дореволюційне фото будинку.

## Опис
Будинок зведений у стилі модерн, складається з чотирьох поверхів і має цокольний рівень. Побудований з цегли, нині пофарбований. За плануванням — Т-подібний, односекційний. Перекриття пласкі, а дах вальмового типу, вкритий бляшаними листами.
Головний фасад вирізняється асиметричністю, центральний вхід підкреслений прямокутним еркером, розташованим над порталом. Завершення фасаду різнопланові: з лівого боку — трикутний щипець, праворуч — аттик із виступами, які разом із прямим карнизом формують виразний силует будівлі. Поверхні фасаду декоровані з використанням різноманітних матеріалів: цоколь, еркер і фриз покриті тиньком, а стіни перших трьох поверхів викладені з лицьової цегли, проте нині вони пофарбовані.
Віконні прорізи різної конфігурації: на першому поверсі — тридільне вікно зі скошеними кутами, в еркері — п'ятикутне, а на четвертому поверсі — шестикутне. Художнє оформлення доповнене геометричними орнаментами та ліпними вставками, що зображають морську тематику: хвилі, водорості та фантастичних морських істот.
Тильна частина будинку оформлена значно стриманіше, з використанням декоративного цегляного мурування. Внутрішній простір зберіг окремі автентичні елементи оздоблення, зокрема декоративне оформлення вестибюля та металеву огорожу сходів.

## Видатні мешканці
В квартирі № 4 у 1911—1913 роках жила Олена Пчілка (1849—1930), письменниця, фольклорист, етнограф, член-кореспондент ВУАН (з 1927). Орієнтовно з 28 квітня 1911 до 25 травня 1911, а також з 28 квітня до 12 травня 1913 з нею мешкала та працювала її донька Леся Українка. Під час проживання за цією адресою, остання опублікувала в «Рідному краї» поезії «На роковини [Т. Г. Шевченка]» («Не він один її любив...»; 1911) та «Граф фон Ейнзідель» («Чого в пишнім замку...»; 1913). 
Також деякий час в цьому будинку жили Микола Лисенко і його син Остап, з якими власник будинку підтримував дружні стосунки.

## Меморіальні дошки
У 1955 р. на честь проживання Лесі Українки за цією адресою на фасаді будинку встановили меморіальну дошку. В 1971 р. її замінили на гранітну з викарбуваним анотаційним текстом і українським квітковим орнаментом (арх. В. Шевченко).